# Správní obvod obce s rozšířenou působností Blovice
Správní obvod obce s rozšířenou působností Blovice je od 1. ledna 2003 jedním ze čtyř správních obvodů rozšířené působnosti obcí v okrese Plzeň-jih v Plzeňském kraji. Podle rozlohy se jedná o nejmenší správní obvod v rámci kraje, z hlediska počtu obyvatel o třetí nejmenší. Čítá 19 obcí, z toho dvě města (Blovice a Spálené Poříčí) a 17 dalších obcí, z nichž největší jsou Zdemyslice, Chocenice a Letiny.
Města Blovice a Spálené Poříčí jsou obcemi s pověřeným obecním úřadem.

## Geografie
Nejvyšším bodem správního obvodu je vrch Pramný (516 m n. m.), severně od Spáleného Poříčí. Nejdůležitějším vodním tokem je řeka Úslava, dalšími menšími je Bradava a Podhrázský potok.

## Obyvatelstvo
K 31. prosinci 2018 měl správní obvod 12 157 obyvatel, což bylo 2,1 % obyvatel Plzeňského kraje, přičemž se vyznačuje kladným migračním saldem. Ke stejnému datu byla na Blovicku nezaměstnanost 1,63 %.

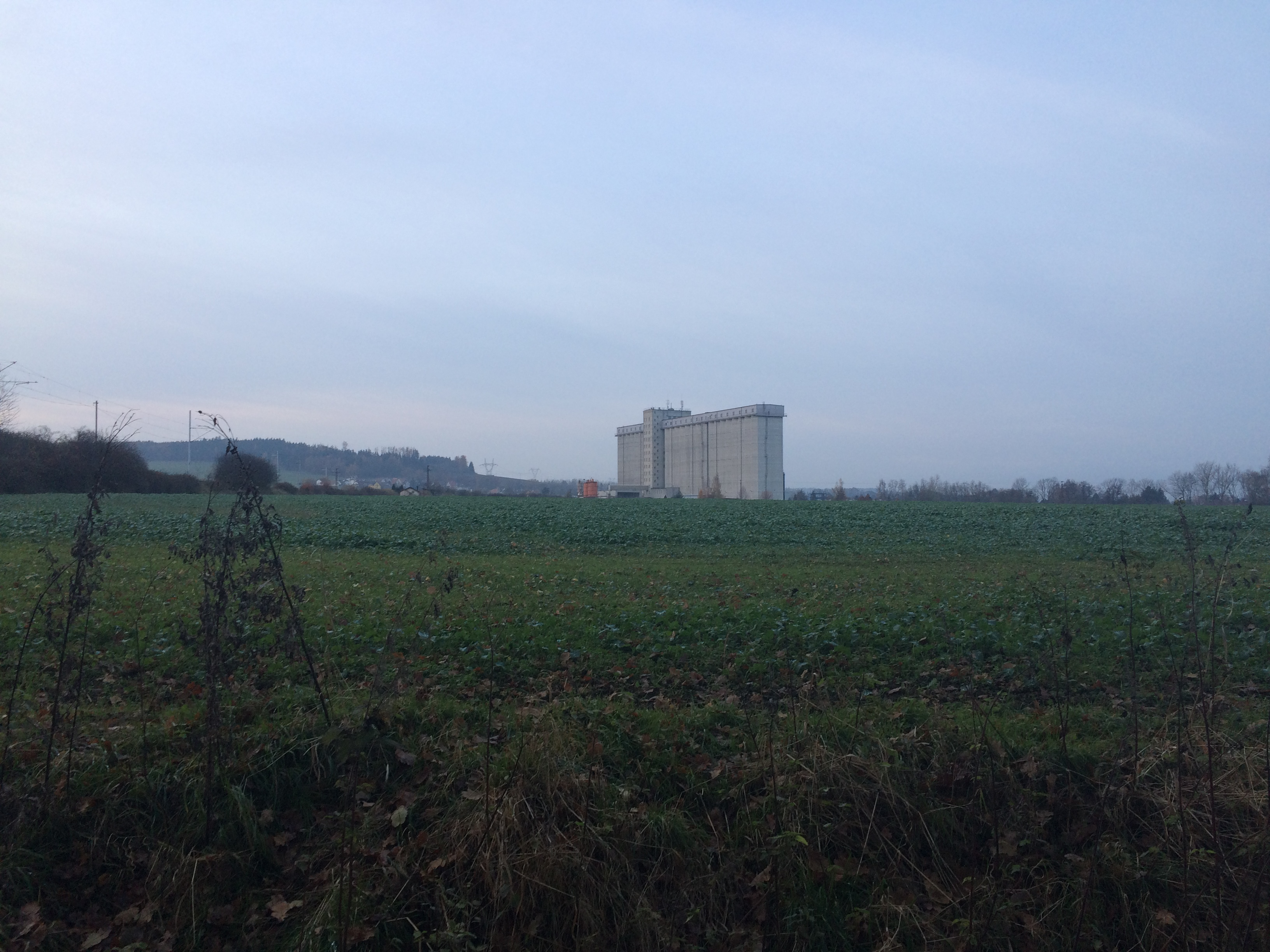
Silo Blovice

| Rok  | Obyv.  | ± %    |
| ---- | ------ | ------ |
| 1869 | 16 786 | —      |
| 1880 | 17 433 | +3,9 % |
| 1890 | 16 276 | −6,6 % |
| 1900 | 15 906 | −2,3 % |
| 1910 | 16 000 | +0,6 % |

| Rok  | Obyv.  | ± %     |
| ---- | ------ | ------- |
| 1921 | 15 995 | −0 %    |
| 1930 | 16 017 | +0,1 %  |
| 1950 | 13 490 | −15,8 % |
| 1961 | 13 501 | +0,1 %  |
| 1970 | 12 500 | −7,4 %  |

| Rok  | Obyv.  | ± %    |
| ---- | ------ | ------ |
| 1980 | 11 820 | −5,4 % |
| 1991 | 10 792 | −8,7 % |
| 2001 | 10 946 | +1,4 % |
| 2011 | 11 782 | +7,6 % |
| 2021 | 12 078 | +2,5 % |

## Ekonomika
K 31. prosinci 2018 bylo ve správním obvodu 2 850 ekonomických subjektů, přičemž k největším zaměstnavatelům patří blovická firma ProMinent Systems; kromě toho se v Blovicích nachází největší silo v Čechách.

## Dopravní infrastruktura

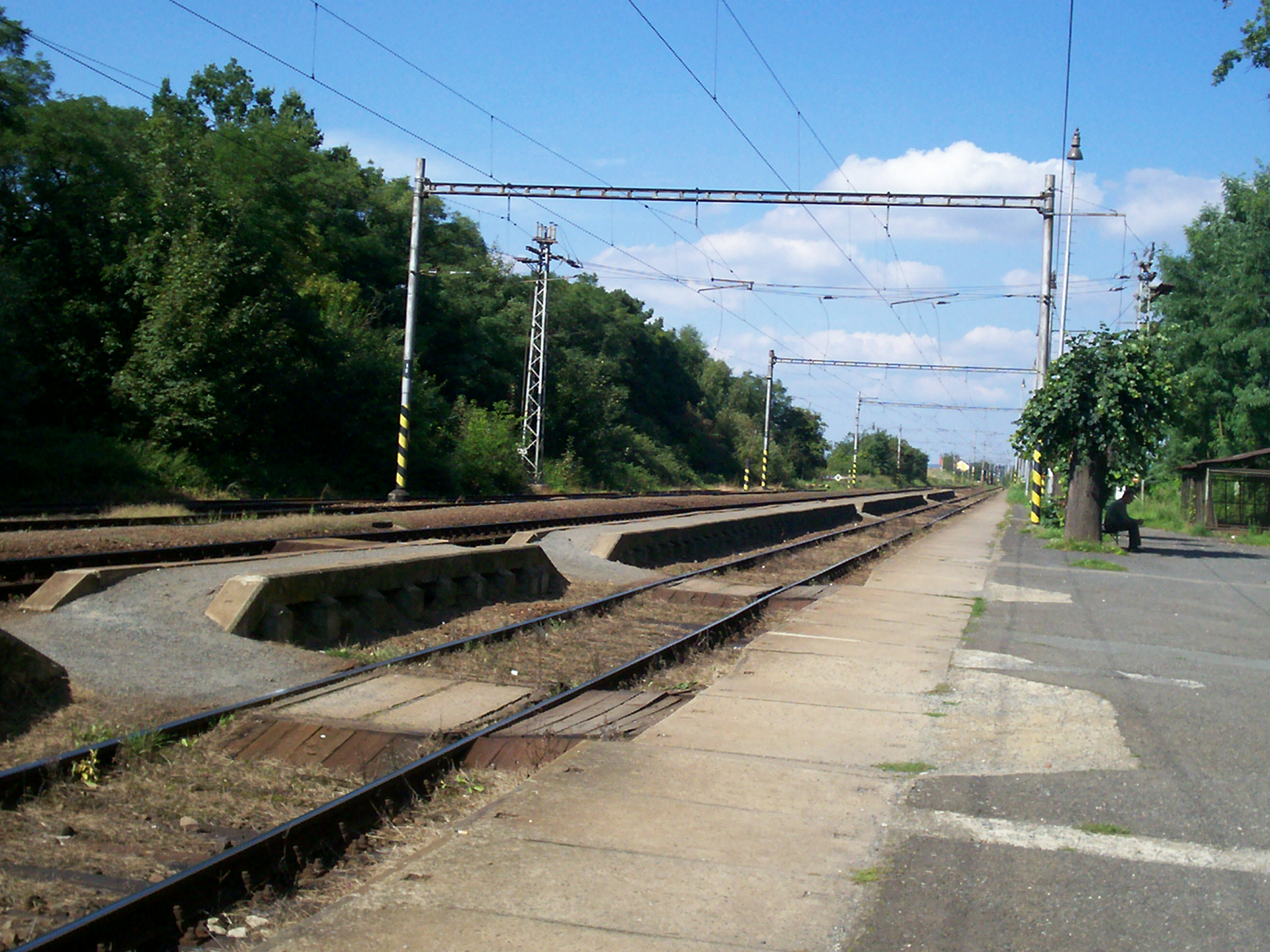
Nádraží v Blovicích

Správním obvodem prochází železniční trať č. 191 (Plzeň - České Budějovice), na které se nacházejí stanice Blovice, Zdemyslice a Ždírec u Plzně (je také plánována stanice ve Vlčicích) a č. 175 (Nezvěstice - Rokycany).
Důležitými tepnami silniční dopravy jsou silnice I. třídy I/19 a I/20, správním obvodem prochází také silnice II. třídy II/117 a II/178.

## Seznam obcí
Poznámka: Města jsou uvedena tučně, části obcí malince.
- Blovice (Blovice • Bohušov • Hradiště • Hradišťská Lhotka • Hradišťský Újezd • Komorno • Stará Huť • Štítov • Vlčice)
- Borovno
- Drahkov
- Chlum
- Chocenice (Chocenická Lhota • Kotousov • Zhůř)
- Jarov
- Letiny (Bzí • Chocenický Újezd • Kbelnice • Svárkov)
- Louňová
- Milínov
- Míšov
- Nové Mitrovice (Mítov • Nechanice • Planiny)
- Seč
- Spálené Poříčí (Číčov • Hořehledy • Hořice • Karlov • Lipnice • Lučiště • Struhaře • Těnovice • Vlkov • Záluží)
- Střížovice
- Únětice
- Vlčtejn (Chlumánky)
- Zdemyslice
- Žákava
- Ždírec (Myť • Smederov • Žďár)